# レーデン (ドイツ)
レーデン (ドイツ語: Rehden) は、ドイツ連邦共和国ニーダーザクセン州ディープホルツ郡のザムトゲマインデ・レーデンの行政機関所在地である。レーデンは、ヴィンガスの地下ガス貯蔵庫で全国的に有名である。このガス貯蔵庫は、4 km3 の貯蔵量がある西ヨーロッパ最大のガス貯蔵庫である。

## 地理
レーデンはデュンマー自然公園およびレーデナー・ゲーストモーアの北、ヴィルデスハウゼ・ゲースト自然公園の南に位置している。この町は北のブレーメンと南西のオスナブリュックの間に位置し、ディープホルツの東、ケレンベルクの西にあたる。自治体は、ローハウス、デューヴァーブルーフ、レーデナー＝フラッダー地区からなる。
町の南側に位置するレーデナー・ゲーストモーア自然保護区とレーデナー・ゲーストモーア自然再生地区は合わせて約1800ヘクタールの広さがある。

## 歴史
レーデナー集落は極めて古い。854年から877年までの時期にはすでに Belo という名の貴族がこの地に所領を有していた。コルヴァイ修道院もかなり昔からこの地域を領していた。古文書には、9世紀および11世紀に Redun、その後は Rehden という表記で記録がなされている。レーデン (Rehden) という地名は、古い低地ドイツ語で "hriod"、中低ドイツ語で "red"、すなわち「葦」に由来する。レーデンは、1238年から1250年にオスナブリュック司教領が収入を得ていた場所の1つとして挙げられている。貴族のオットー・ツー・ディープホルツやブルヒャルト・ツー・ディープホルツもレーデンとの関わりで記録されている。

## 行政

### 議会
レーデンの町議会は、13 + 2 議席で構成されている。

### 首長
レーデンの名誉職の町長は、2021年11月22日からハイノ・マッケンシュテットが務めている。
ゲマインデディレクター（町政の実務責任者）はザムトゲマインデ長のマグヌス・キーネである。

### 紋章
レーデンには固有の紋章がない。通常はザムトゲマインデ・レーデンの紋章を転用している。

## 文化と見どころ

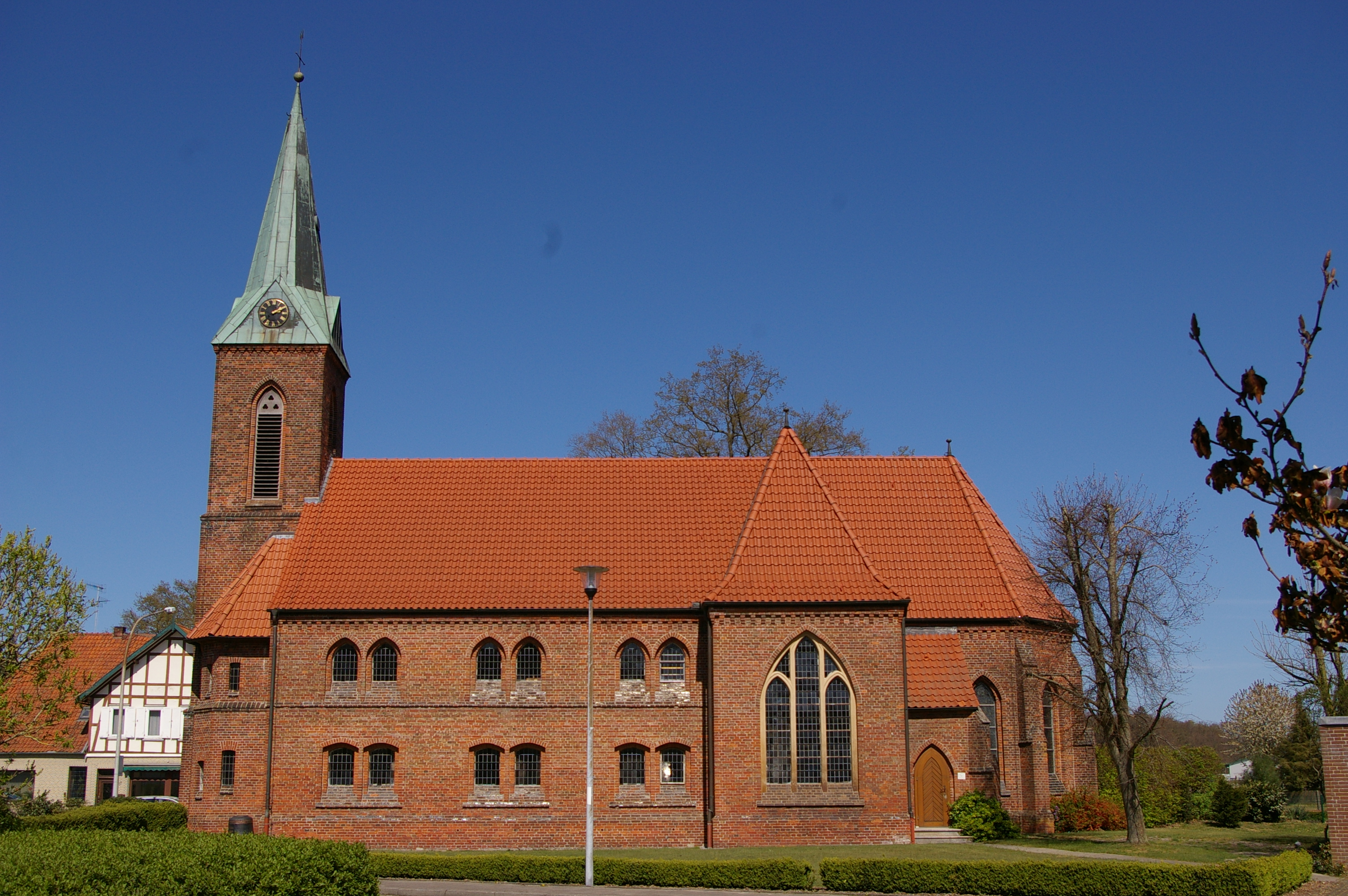
レーデンの教会

### 建築
レーデンの建造文化財リストには、以下を含む7件が登録されている。
- 福音主義ルター派教会「ツーム・グーテン・ヒルテン」

## 経済と社会資本

### 社会資本
音楽分野では、混声合唱団フォー・ファン、シャンティー＝コーラス、金管アンサンブルがある。低地ドイツ語劇団レーデンは、低地ドイツ語の保存に努めており、毎年それにふさわしい演劇を上演している。
ザムトゲマインデ・レーデンの文書館は、鉄道沿いの旧スポーツ広場にある。
ザムトゲマインデ・レーデンの基礎課程学校はレーデンにあり、分校がヴェッチェンに設けられている。オーバーシューレのシューレ・アム・ゲーストモーアは、ディープホルツ郡が運営しており、レーデンにある。ギムナジウム（グラーフ＝フリードリヒ＝シューレ）や Dr. ユルゲン＝ウルデルプ職業訓練センター、私立の経済技術専門単科大学 (FHWT) といった上級の学校は郡庁所在地のディープホルツにある。
1996年からレーデンには、ドイツ赤十字幼稚園プルツェルバウムがある。ザムトゲマインデの構成自治体であるヘムスローには福音主義ルター派の幼稚園がある。両幼稚園には託児所も併設されている。
一般医療専門医3名と歯科医2名からなる医療センターがある。また、薬局が1軒、理学療法施設が1軒、移動リハビリ医療が利用できる。
レーデンには、ドイツ赤十字ディープホルツ救護施設の分所がある。レーデン町は老人センターとドイツ赤十字の移動養護ステーションを支援している。
この町には射撃協会レーデン 1924や、地元のレーデン消防団の青少年消防隊がある。レーデンではレギオナルリーガに属すサッカークラブ BSVレーデンが活動している。
ヴァルトシュポルトシュテッテンには、ストリートバスケットのコート、スケート施設、小さなスポーツグラウンドがある。
ディッケラー通り沿いの3面の体育館を様々なクラブが利用している。
射撃場の近くに器具やブール場を備えたフィールドアスレチックコースがある。
レーデンには福音主義教会組織ツーム・グーテンヒルテン - レーデン＝ヘムスローがあり、レーデンの連邦道 B214号線沿いに教会堂を有している。
町が所有する土地は、建設業者や開発業者を介在させることなくザムトゲマインデが直接売却する。

### 経済
住民の基本的需要を満たすための日用品を取り扱う施設や商店がレーデンにはある。小売りやサービス関連業者も需要に応じて存在している。
レーデンには年に2回市が開かれる。広告組合「WiR」が春の市を組織している。地域を超えて重要な産業ショーを伴う伝統的な「レーデンの秋の市」は10月初めに開催され、レーデン町がこれを主催している。
クリスマスマーケットは、ザムトゲマインデの構成自治体間で交替に開催される。
大企業としては、ガスプロムの娘会社アストラがある。レーデンの地下約2000メートルの地下のガス貯蔵庫は40億m3 以上の貯蔵能力と 8 km2 の広さで西ヨーロッパ最大、ドイツ全体の 1/5 をまかなう量を貯蔵する能力を持つ。このガス貯蔵庫は2012年からアストラにより管理されている。
かつての国防軍、その後ドイツ連邦軍の旧弾薬保管庫 (Muna) は、現在車両輸送会社のBTR-ロジスティークが利用している。連邦道 B214号線沿いの産業地区には、金属加工、自動車産業、パイプ工業、食品製造業といった分野の会社が立地している。

### 地下ガス貯蔵庫
ヴィンガス社のレーデン地下ガス貯蔵庫は西ヨーロッパ最大の地下の天然ガス貯蔵庫である。このガス貯蔵庫は、地下 2000 m に最大 42億 m3 を貯蔵できる。これはヨーロッパ最大級のガス貯蔵庫の1つである。かつては自然の天然ガス田であったが、採掘が中止された後、1993年に貯蔵庫として業務委託がなされた。
この貯蔵庫は、ドイツのエネルギー供給において中心的役割を演じている。ドイツ全土の使用量の 1/5以上がこの貯蔵庫に貯蔵されている。
このレーデン・ガス貯蔵庫は、NEL-パイプラインの終点である。転換点であるここには MIDAL（中部ドイツ連結ルート）、RHG（レーデン - ハンブルク - ガス供給）、NOWAL（北部 - 西部連結ルート）が接続している。

### 交通
連邦道 B214号線（リンゲン - ディープホルツ - ニーンブルク）、B239号線（レーデン - ヴァーゲンフェルト - ヘルフォルト）および多くの州道や郡道によってこの町は、良好な地域および集落間交通網で結ばれている。B214号線を使って約 25 km 離れたアウトバーン A1号線のホルドルフ・インターチェンジに行くことができる。貨物鉄道路線（ディープホルツ - ズーリンゲン）が町域を通っている。かつて Muna が利用していたこの路線は近年、自動車や化学物質輸送用に再び強化され、現在は輸送会社が利用している。

## 人物

### 出身者
- ヴァルター・シュテッフェンス（ドイツ語版、英語版）（1908年 -　2006年）体操選手。1936年ベルリンオリンピックの体操団体優勝メンバー。